# Guido Sylva
Guido Sylva (Bergamo, 17 settembre 1844 – Bergamo, 3 luglio 1928) è stato un patriota e scrittore italiano.

## Biografia
Guido Sylva nacque a Bergamo in via Borgo Canale, suo padre era segretario del Luogo Pio Colleoni, mentre il fratello maggiore Gaetano aveva fatto la campagna del 1859 con Giuseppe Garibaldi, e Guido, solo quindicenne, nel mese di giugno del medesimo anno s'iscrisse nel corpo dei Cacciatori delle Alpi, pur avendo ancora un'età troppo giovane, prima come volontario e poi arruolato nella 12ª Compagnia del 3º Reggimento con il colonnello Nicola Ardoino.

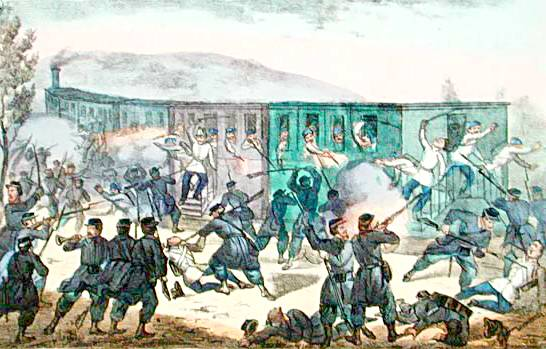
Rossetti - Agguato operato dai Cacciatori delle Alpi a Seriate, giugno 1859 - litografia - 1860-61

Rispose alla richiesta di nuovi giovani per la spedizione in Sicilia di Francesco Nullo e Francesco Cucchi arruolandosi tra i primi con l'approvazione della sua famiglia. Partì da Quarto con l'8ª Compagnia composta principalmente da giovani bergamaschi, motivo che porterà Bergamo ad essere chiamata la città dei Mille,  venendo ferito a Calatafimi il 14 maggio 1860. Una pallottola borbonica si era conficcata tra la clavicola e la spalla destra per questo fu prima ricoverato nei locali di un ex convento trasformati in ospedale e poi spostato a Castelvetrano e successivamente a Palermo.
Pochi giorni dopo il suo ritorno a casa da convalescente il 1º agosto, ricevette la nomina di sottotenente dell'esercito garibaldino per questo si fermò a Bergamo solo cinque giorni ponendosi al comando di ottanta militari della brigata Eberhardt e sbarcando a Taormina la notte tra il 18 e il 19 agosto, proseguendo con la conquista di Reggio dove fu leggermente ferito a una gamba fino alla resa di Capua restando sempre al comando dei suoi volontari. Seguì poi tutte le tappe dell'avanzata garibaldina fino all'entrata in Napoli con Garibaldi.

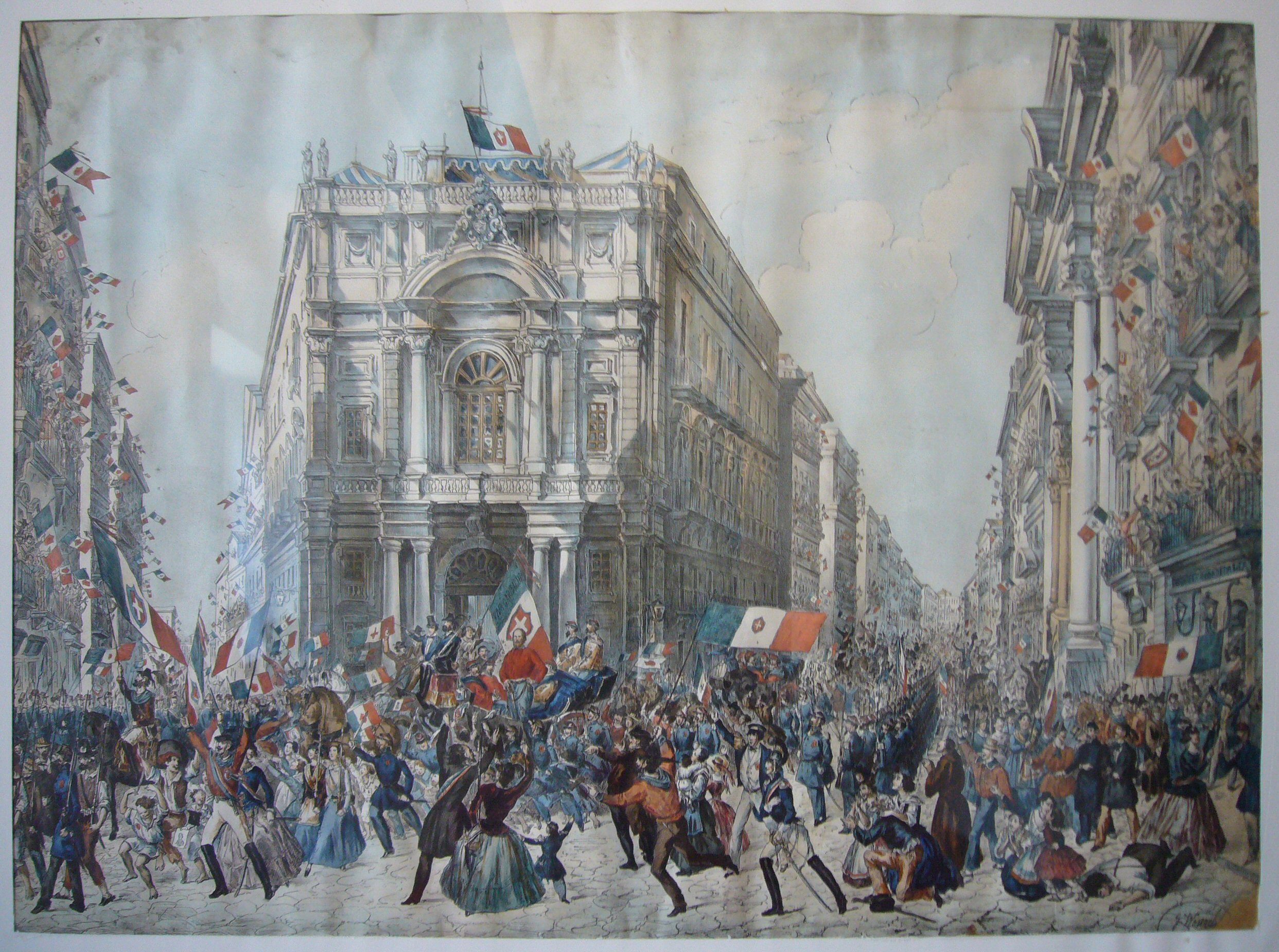
Napoli Castel Nuovo museo civico - ingresso di Garibaldi a Napoli

Entrò a far parte dell'esercito regolare nella 66º Reggimento Brigata Valtellina partecipando alla campagna del 1866 nella battaglia di Custoza con la divisione Sartori. 
Fece ritorno a Bergamo nel 1867 dedicandosi all'attività di commercio di seta pur essendo presente alla campagna di Francia nei Vosgi. La città di Bergamo gli dedicò una via.

## Opere
- La VIII Compagnia dei Mille, Società Editrice S. Alessandro-Collana: istituto civitas garibaldina, 1959.
- Cinquant'anni dopo la prima spedizione in Sicilia: Impressioni e ricordi di un bergamasco dei mille, 1910.